# Audulf

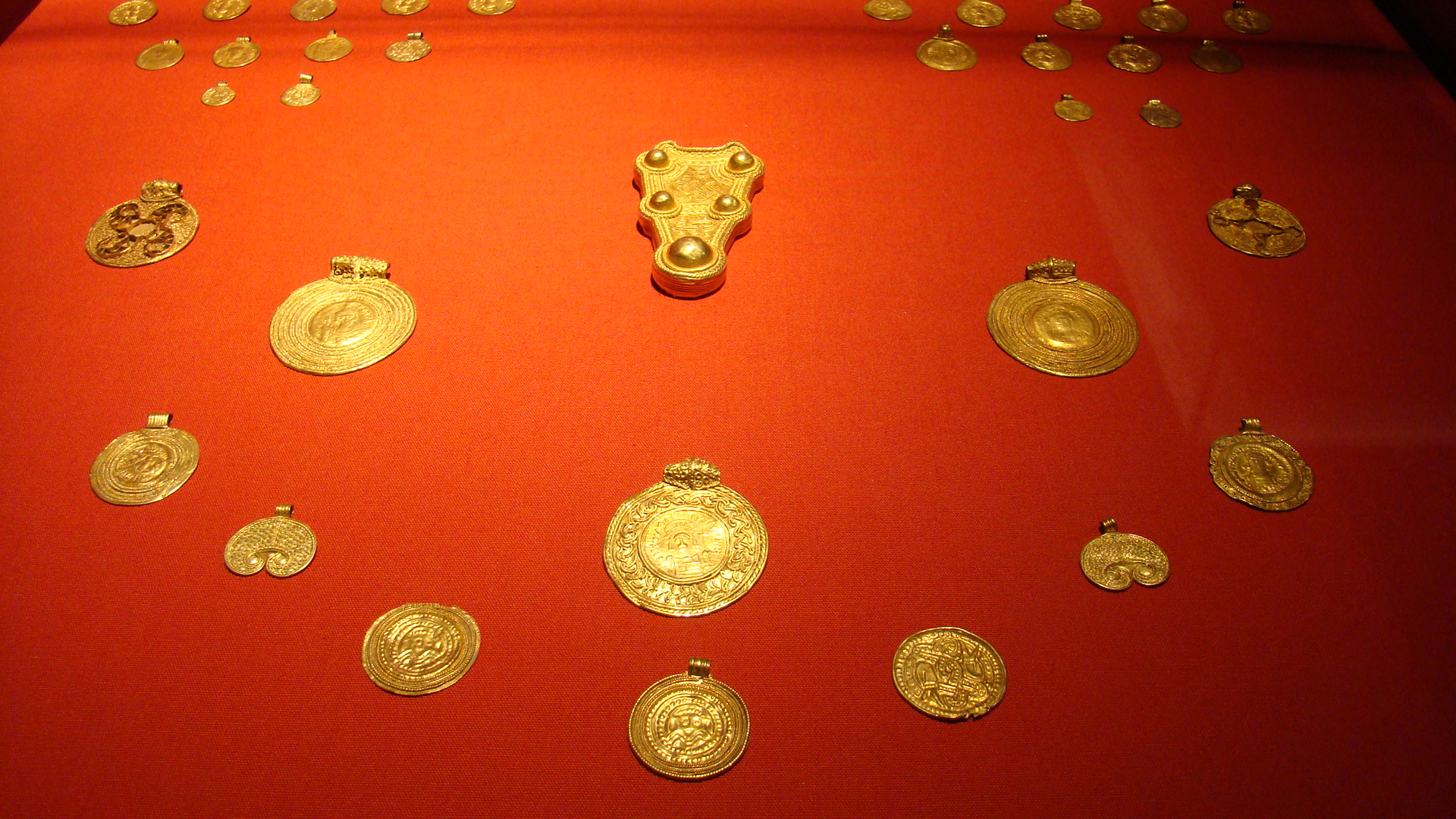
De goudschat van Wieuwerd

Audulf of Adolf (Latijn: Audulfus) was een Friese koning in de tijd niet lang na de Grote Volksverhuizing (omstreeks 600).

## Audulf munten
De meeste historici gaan er tegenwoordig van uit dat er in de eerste helft van de 7e eeuw een Friese koning heeft bestaan met de naam Audulf, welke naam is samengesteld uit de woorden edel/adel en wolf. Het grondgebied waarover deze koning heerste lag mogelijk in het centraal rivierengebied van Nederland en wellicht met meer zekerheid in het noorden van het huidige Friesland. De geschreven bronnen geven geen informatie over deze vorst, maar er zijn wel gouden munten gevonden met “AVDVLFUS” en “FRISIA” erop vermeld. De munten zijn in Nederland gevonden in Escharen en in de omgeving van Arnhem. Ook zijn ze aangetroffen in Engeland. De munten dateert men tussen 600 en 630.
Het gebied van de Friezen bestond omstreeks 600 uit verschillende kleine politieke eenheden, elk met een eigen machtscentrum en koning. Opgravingen in Noord-Westergo hebben aangetoond dat er zo'n koninkrijk bestaan heeft in de huidige provincie Friesland. Amateur-onderzoeker Klaas Faber (1945-2007) onthult in zijn boek De eerste koningen van Nederland (2007) dat hij begin 2006 in Wijnaldum de mogelijke afdruk in lood heeft gevonden van een muntstempel met de tekst van AUDULF FRISIA. De vondst werd in 2016 geveild.
De amateur-archeoloog Wilco de Jong presenteerde eerder de veronderstelling dat Audulfus identiek zou zijn aan de legendarische koning Aurindulius, Etzelinus of Ezeloor, die volgens de laatmiddeleeuwse apocriefe geschiedschrijving zetelde in Voorburg.

## Overwinnaar van de Franken
Een andere bijzondere vondst die in verband met koning Audulf wordt gebracht is de goudschat van Wieuwerd. Deze goudschat bevatte een munt met het opschrift VICTVRIA AVDVLFO (= overwinning aan Audulfus). Deze vondst lijkt erop te wijzen dat de munt geslagen is na het behalen van een belangrijke overwinning op een tegenstander van de Friezen. Het volk dat hier het meest voor in aanmerking komt zijn de Franken, het buurvolk van de Friezen die elkaar de heerschappij over de delta van de Rijn hebben betwist.